# Station Jaborowice
Station Jaborowice is een spoorwegstation in de Poolse plaats Jaborowice.